# 德拉亨湖
49°18′43″N 12°52′39″E / 49.31194°N 12.87750°E

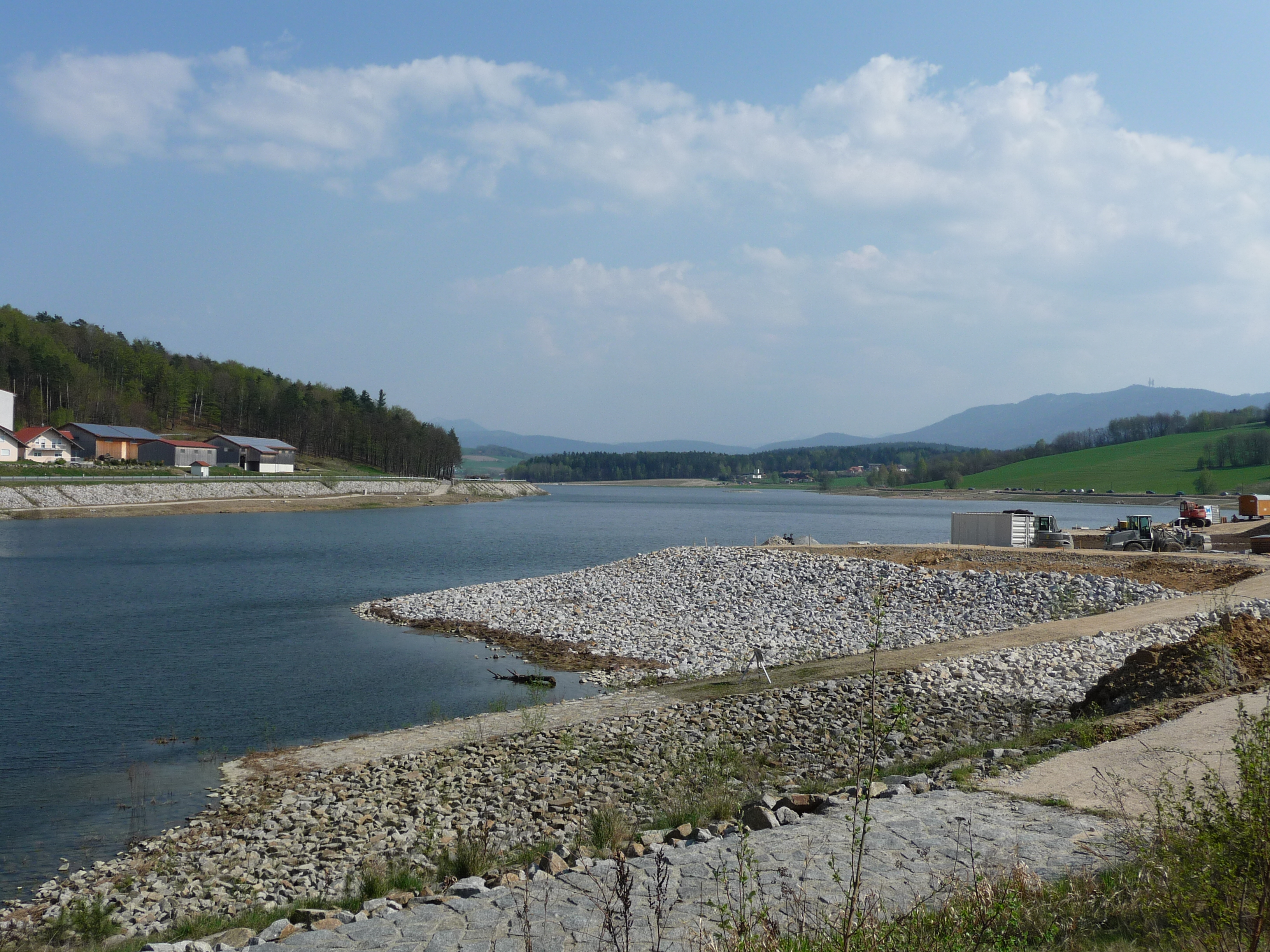

德拉亨湖（德語：Drachensee），是德國的滯洪池，位於該國東南部，由巴伐利亞州負責管轄，處於卡姆縣，面積1.58平方公里，海拔高度408米，水體容量631萬立方米。